# منظمة برمجيات الترفيه
منظمة برمجيات الترفيه (بالإنجليزية: Entertainment Software Association، وتختصر ESA)‏ أو جمعية برامج الترفيه هي الرابطة التجارية لصناعة ألعاب الفيديو في الولايات المتحدة. تم تشكيلها في أبريل 1994 باسم جمعية البرامج الرقمية التفاعلية (بالإنجليزية: Interactive Digital Software Association، وتختصر IDSA)‏ وأعيد تسميتها في 21 يوليو 2003. ومقرها في واشنطن العاصمة معظم كبار الناشرين في عالم الألعاب (أو الشركات التابعة لهم الأمريكية) هم أعضاء في ESA، بما في ذلك كابكوم وإلكترونيك آرتس وكونامي ومايكروسوفت وبانداي نامكو إنترتينمنت ونينتندو وسوني إنتراكتيف إنترتينمنت وسكوير إنكس وتيك-تو إنترأكتيف ويوبي سوفت ووارنر برذرز إنترآكتيف إنترتيمنت.
تنظم منظمة برمجيات الترفيه أيضًا المعرض التجاري السنوي لمعرض الترفيه الإلكتروني (E3) في لوس أنجلوس، كاليفورنيا. تستند سياسة ESA إلى الشركات الأعضاء التي تخدم في مجموعات العمل الثلاث التابعة لـESA: «مجموعة عمل الملكية الفكرية» و «لجنة السياسة العامة» و «مجموعة عمل العلاقات العامة».

## التاريخ
نشأ مفهوم الشركة من الخلافات التي أثارها العنف الذي تم تصويره في لعبة فيديو مورتال كومبات. أدى ذلك إلى جلسة استماع في الكونغرس الأمريكي في أواخر عام 1993 حيث تم وضع صناعة ألعاب الفيديو تحت المراقبة لمعرفة مستوى العنف في ألعاب مثل مورتال كومبات ونايت تراب. خلال هذه الجلسات، ألقى سيجا ونينتندو باللوم على الآخر في الموقف، مشيرين إلى الاختلافات في كيفية تقييم محتوى الألعاب للاعبين. بعد جلسات الاستماع، اقترح عضو الكونغرس جو ليبرمان قانون تصنيف ألعاب الفيديو لعام 1994، والذي كان سيشكل لجنة تشرف عليها الحكومة لإنشاء نظام تصنيف لألعاب الفيديو، وهدد بدفعه من خلال التشريع إذا لم تأت صناعة ألعاب الفيديو طواعية. مع واحدة من تلقاء نفسها. إدراكًا لتهديد الرقابة الحكومية، قررت الشركات إنشاء IDSA لتكون واجهة موحدة وتمثل جميع شركات ألعاب الفيديو على هذا المستوى، ثم قامت بعد ذلك بتطوير مجلس تقدير البرمجيات الترفيهية (ESRB) لإنشاء نهج تصنيف تطوعي ولكن موحد للفيديو ألعاب. في يوليو 1994، عاد ممثلو IDSA إلى الكونغرس لتقديم ESRB، والذي وافق عليه الكونغرس وأصبح معيارًا للصناعة الأمريكية.
أعادت IDSA تسمية نفسها رسميًا إلى منظمة برمجيات الترفيه (ESA) في 21 يوليو 2003. تم إجراء إعادة التسمية لتعكس أن الشركات المرتبطة كانت في المقام الأول في مجال إنشاء برامج ترفيه عبر نطاقات من الأجهزة، وتم اختيار الاسم الجديد لـ تحديد الصناعة بشكل أوضح. أسس دوغ لوينشتاين منظمة برمجيات الترفيه. في 14 ديسمبر 2006، ذكرت مدونة الألعاب كوتاكو أنه كان يستقيل لتولي وظيفة في التمويل خارج الصناعة. في 17 مايو 2007، حل ميخائيل غالاغر محل دوج لوينشتاين كرئيس لمنظمة برمجيات الترفيه.
أعلن غالاغر في 3 أكتوبر 2018 أنه سيتنحى عن منصبه كرئيس؛ ثم عمل نائب رئيس منظمة برمجيات الترفيه، ستانلي بيير لويس، كرئيس مؤقت خلال بحث منظمة برمجيات الترفيه عن بديل دائم. في النهاية، اختارت منظمة برمجيات الترفيه انتخاب بيير لويس كرئيس دائم ومدير تنفيذي في مايو 2019.

## قائمة الأعضاء
اعتبارًا من أكتوبر 2020، أصبحت الشركات التالية أعضاء في منظمة برمجيات الترفيه
- 505 غيمز
- أكتيفجن بليزارد
- بانداي نامكو إنترتينمنت
- بيثيسدا سوفت ووركس
- كابكوم
- سي آي غيمز
- ديب سيلفر
- ديزني إنترأكتيف ستوديوز
- إلكترونيك آرتس
- إيبك غيمز
- فوكس هوم إنتراكتيف
- غيربوكس سوفتوير
- غانغهو أونلاين إنترتينمنت
- إنتيليفيجن إنترتينمنت
- كاليبسو ميديا
- كونامي
- ليجيندز أوف ليرنينغ
- مايكروسوفت
- ناكون
- ناتسومي
- إن سي سوفت
- نيكسون المحدودة
- نينتندو
- إنفيديا
- باراكوسما
- ريبيلين ديفلوبمنتز
- ريوت غيمز
- سيجا
- سيكس فوت
- سوني إنتراكتيف إنترتينمنت
- سكوير إنكس
- تيك-تو إنترأكتيف
- تينسنت
- تي إتش كيو نورديك
- يوبي سوفت
- وارنر برذرز إنترآكتيف إنترتيمنت
- ويزارد أوف ذا كوست
- إكسيد غيمز